# Parc paysager de Duisbourg Nord

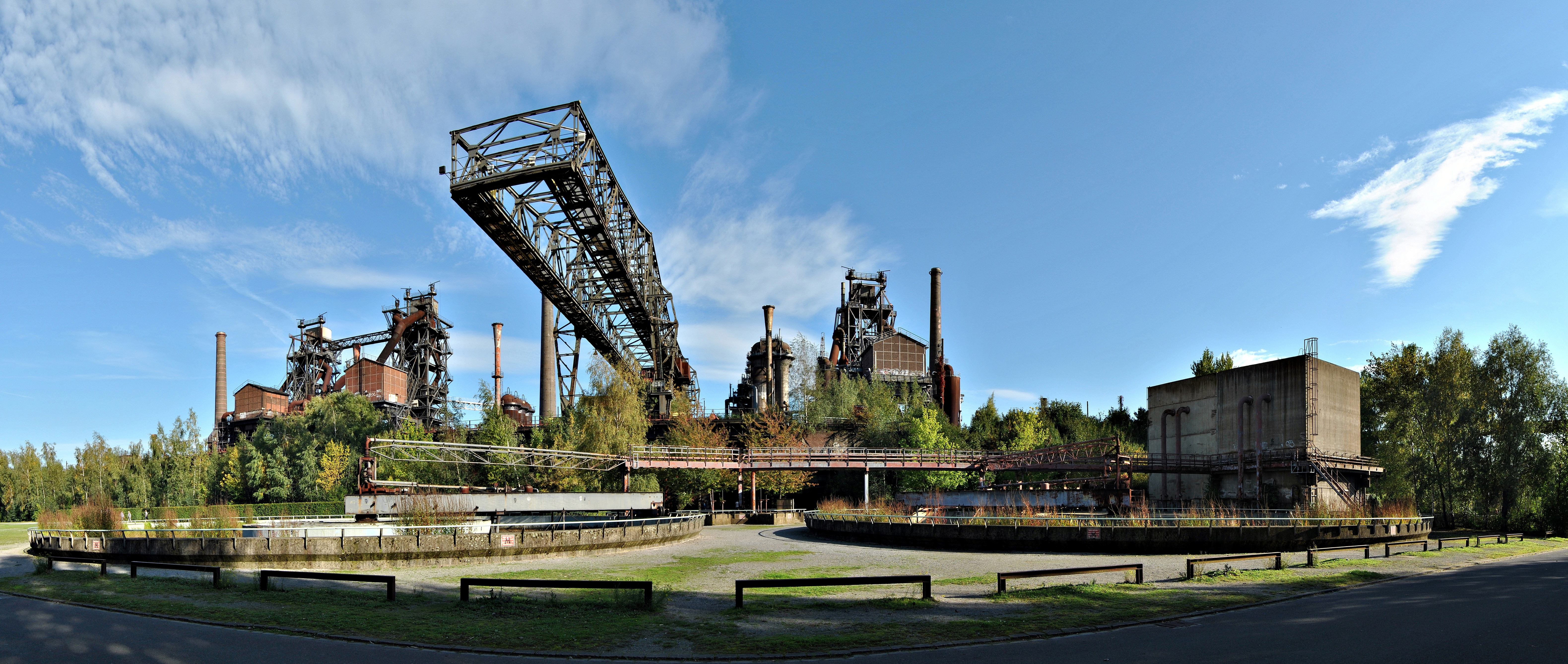
Vue panoramique des éléments les plus importants du parc paysager de Duisburg-Nord: le haut fourneau n° 2, le crocodile, le haut fourneau n° 5, le bassin de décantation au premier plan.

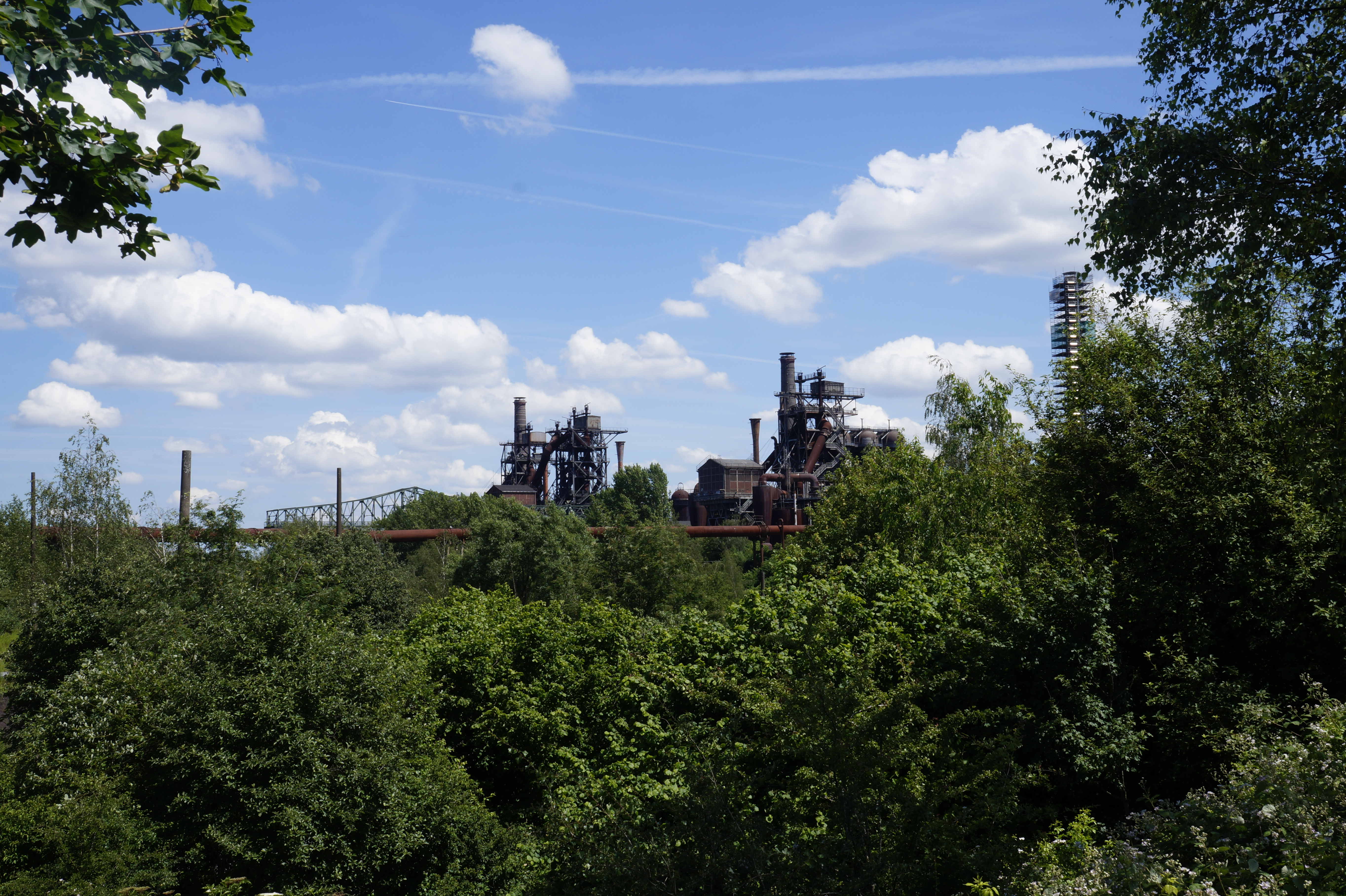
Hauts fourneaux.

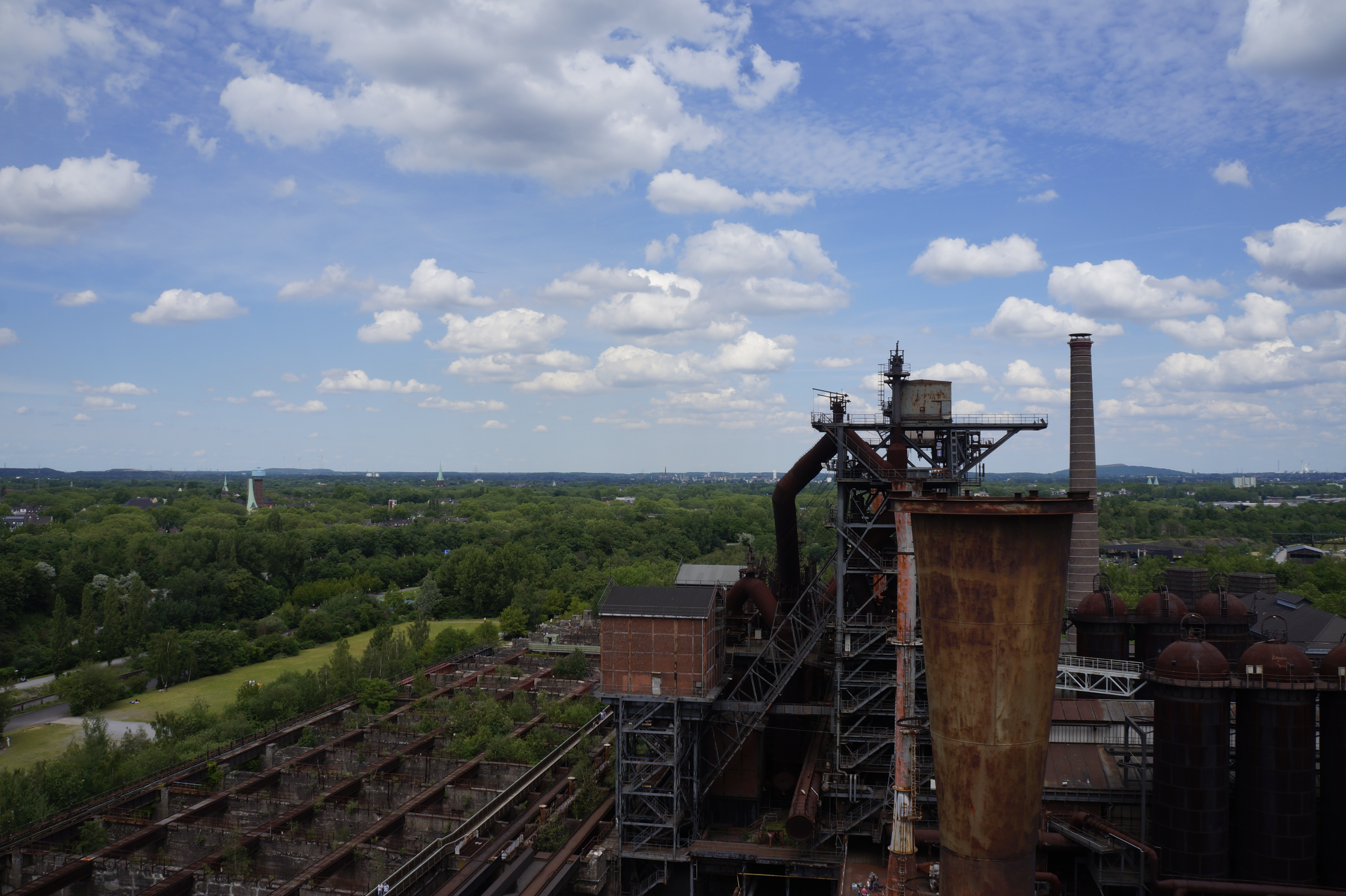
Le haut fourneau n° 5.

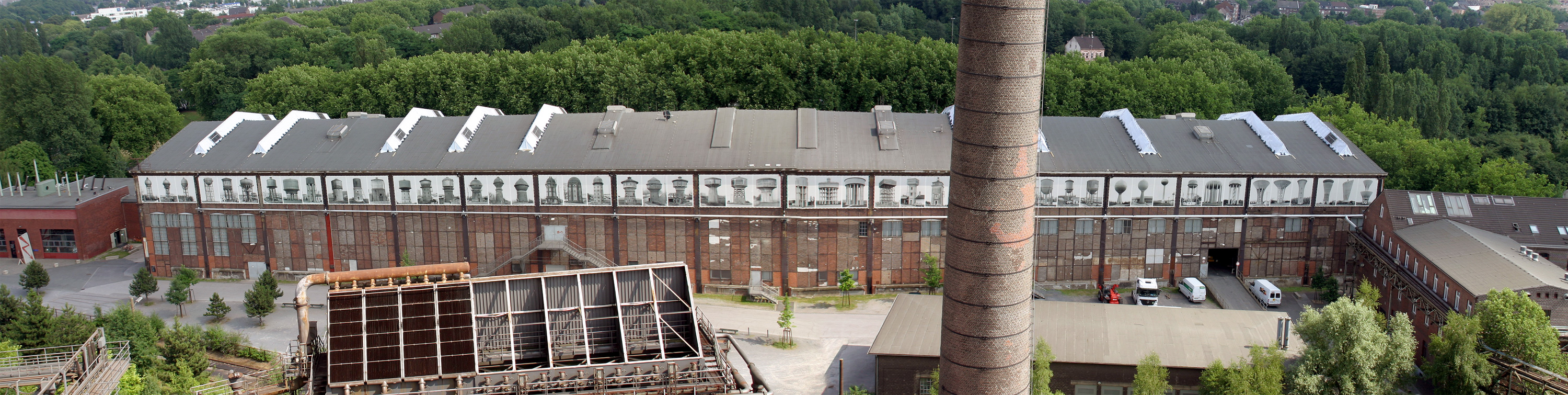
Centrale électrique et installations visuelles de Bernd et Hilla Becher.

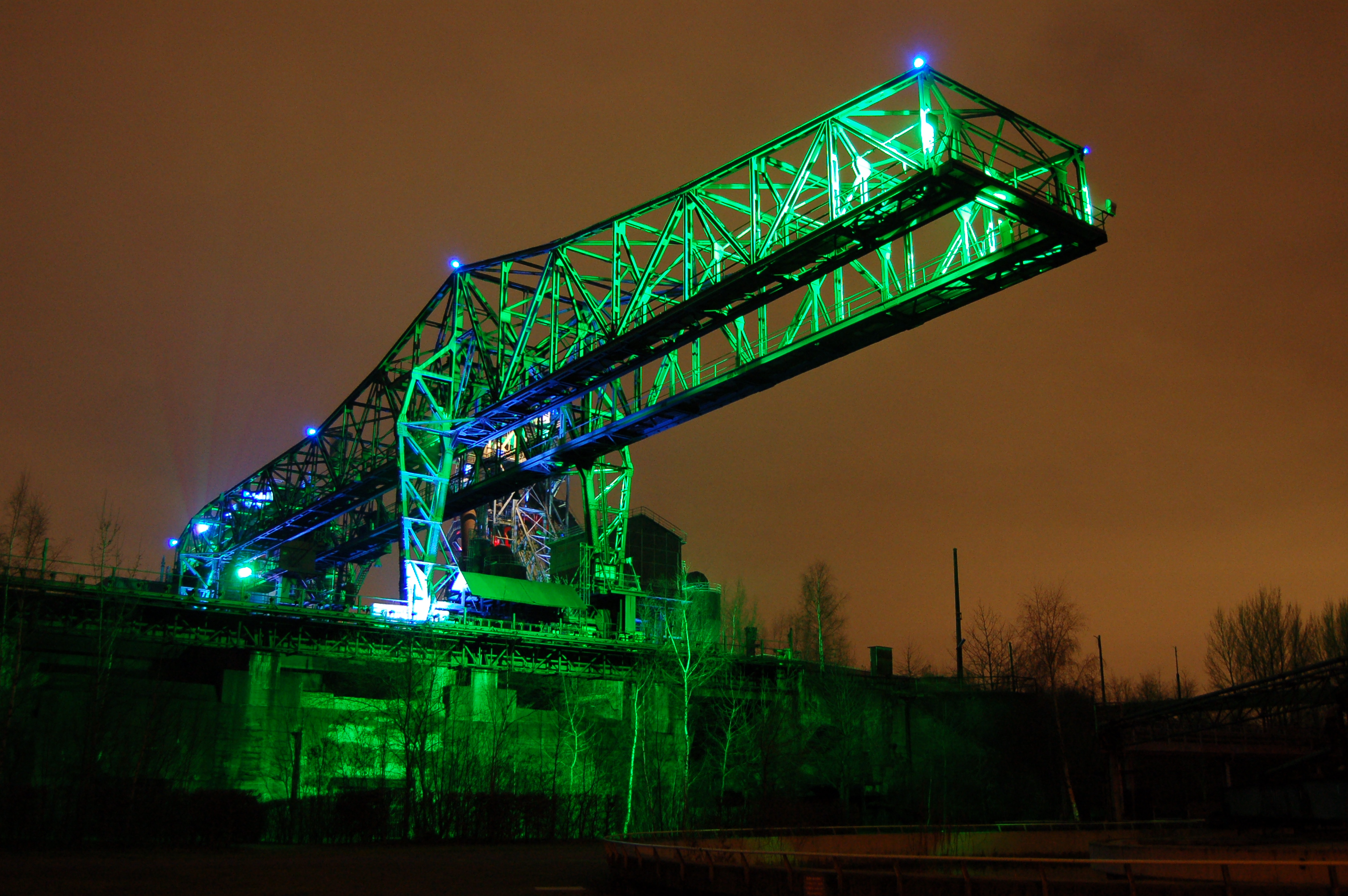
Le « crocodile ».

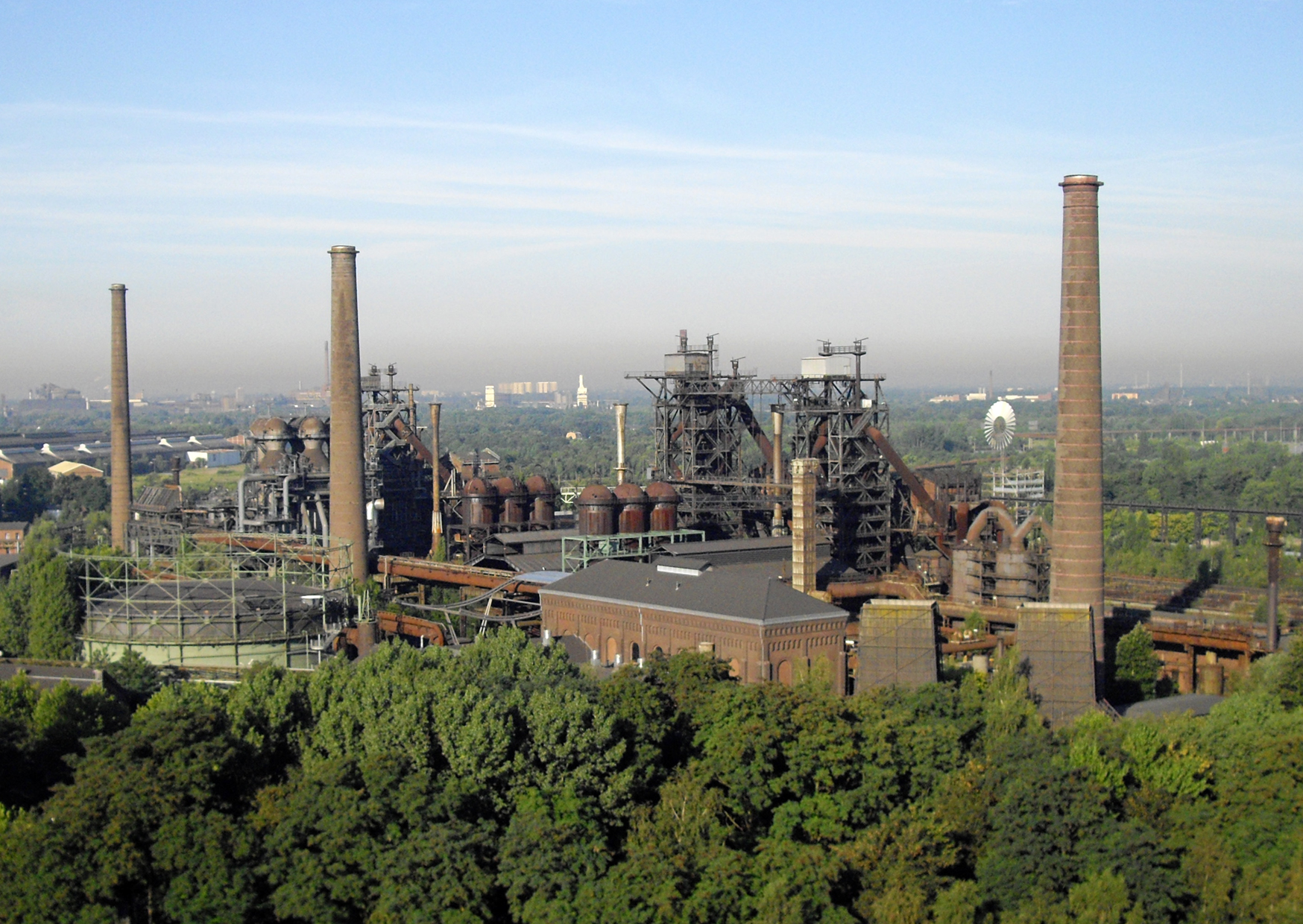
Vue aérienne de l'aciérie désaffectée.

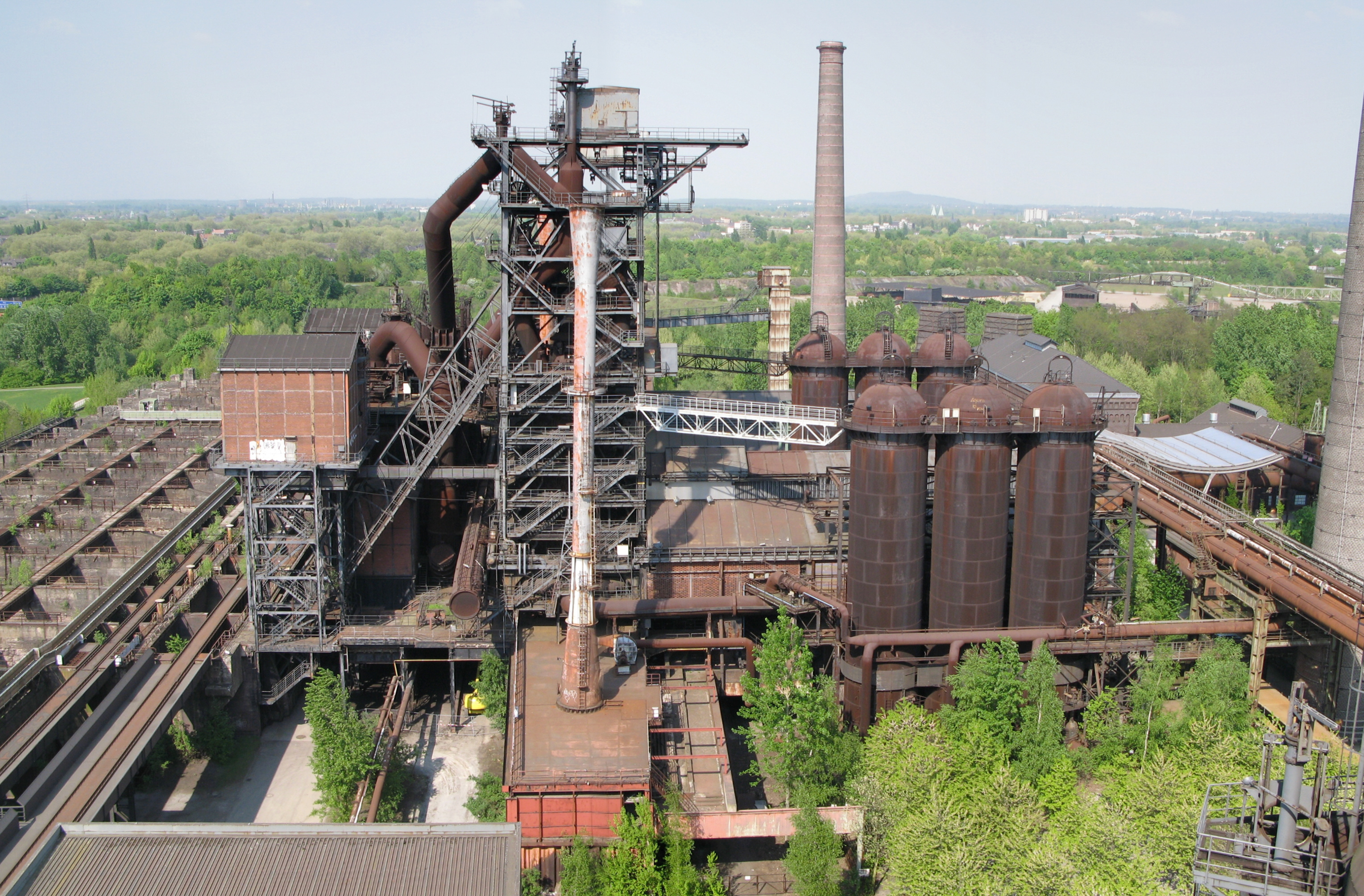
Hauts fourneaux n° 1 et 2 vus depuis le haut fourneau n° 5.

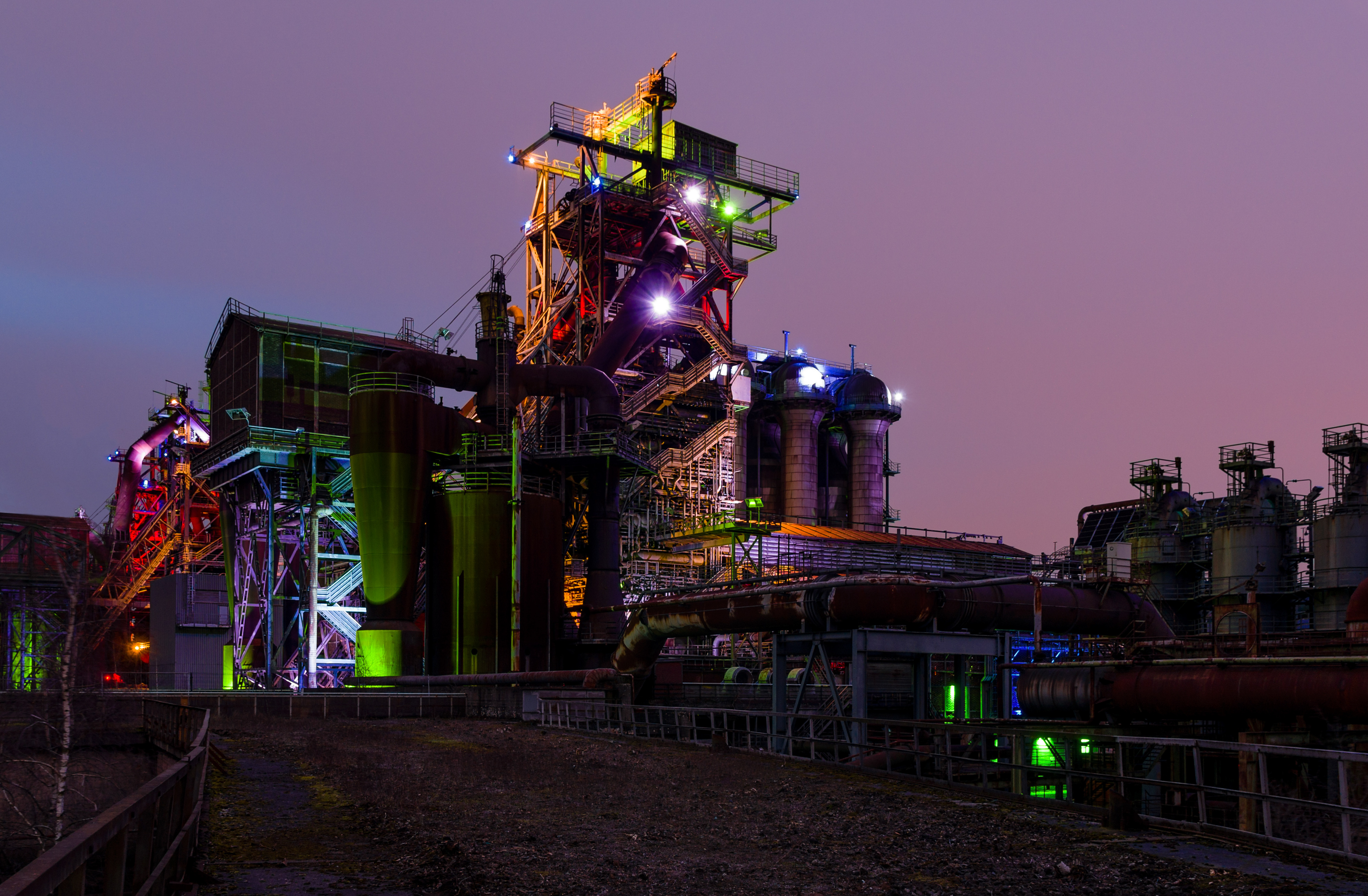
Haut fourneau n° 5 et plate-forme panoramique illuminés.

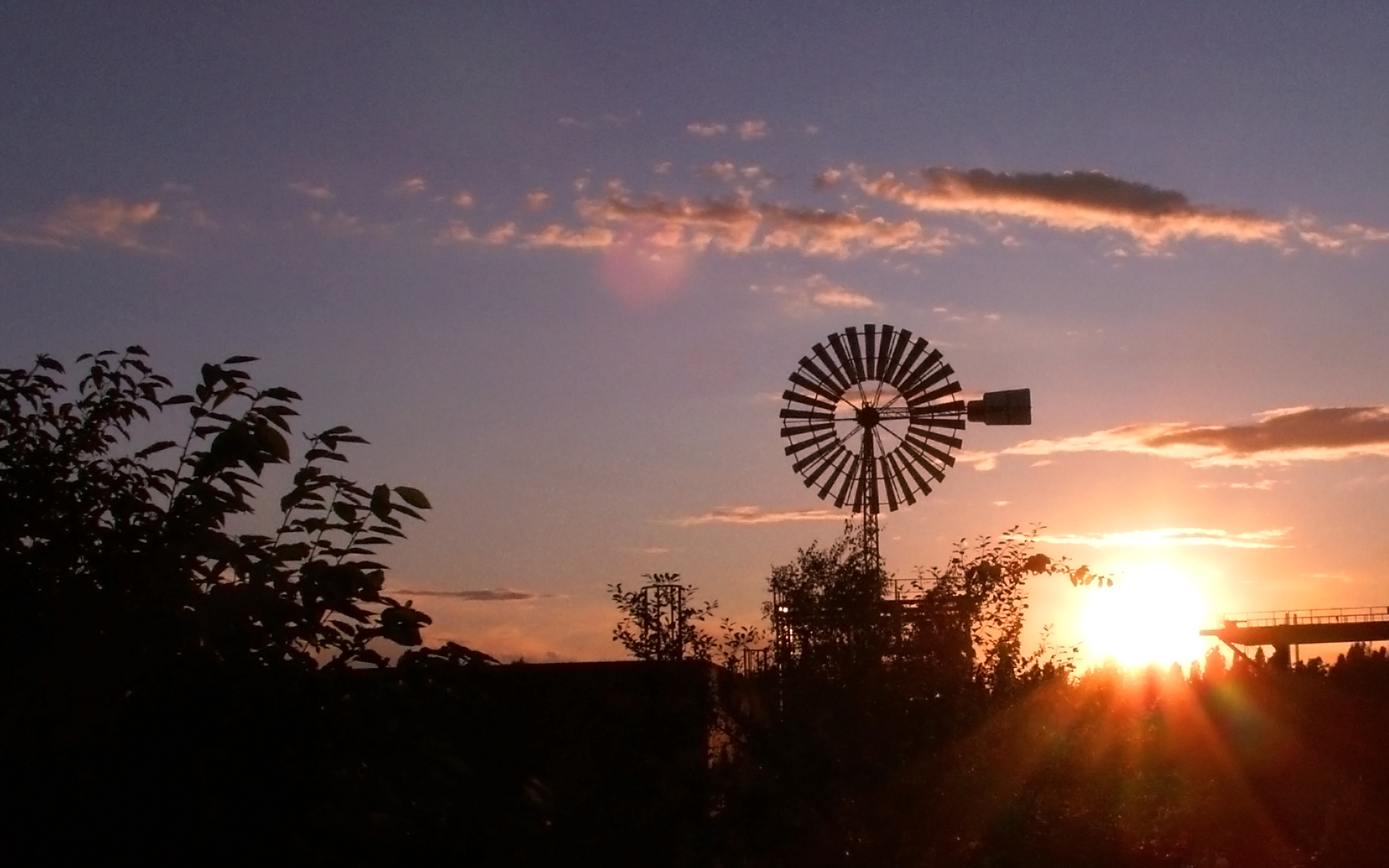
Éolienne au coucher du soleil.

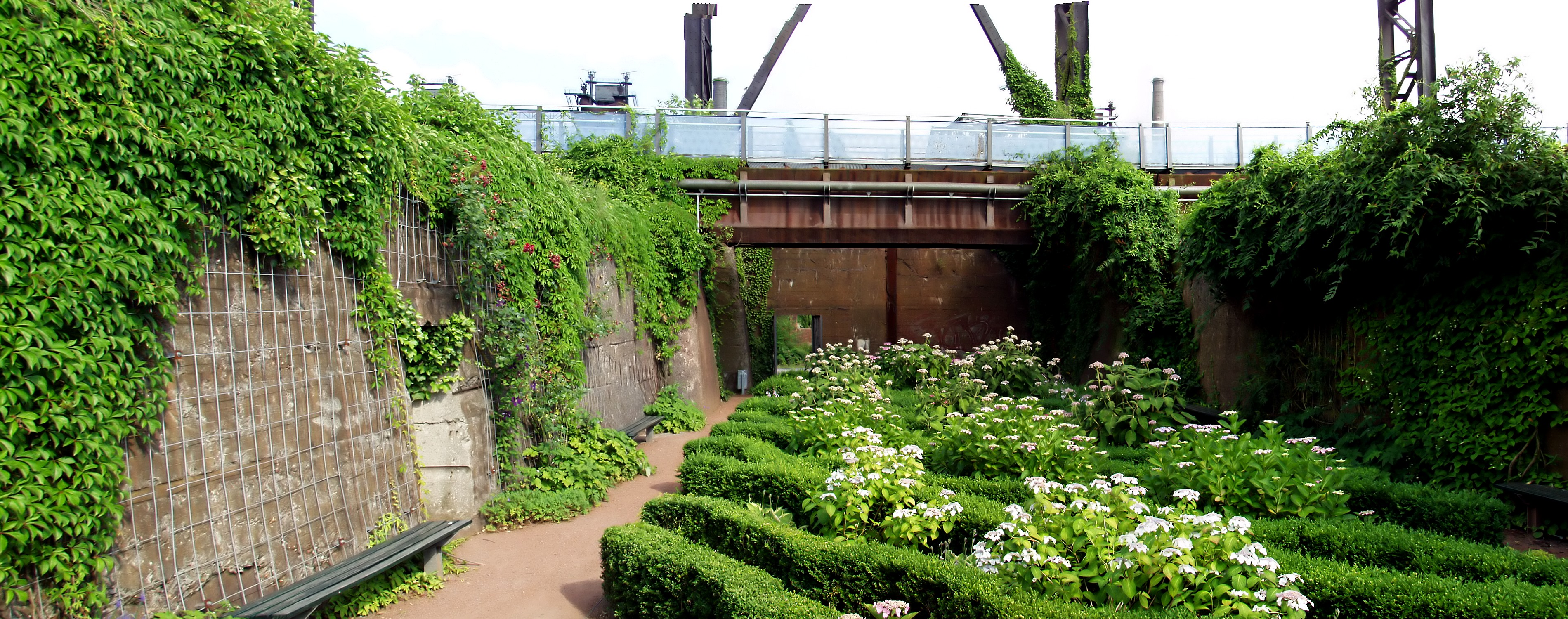
Jardins du bunker.

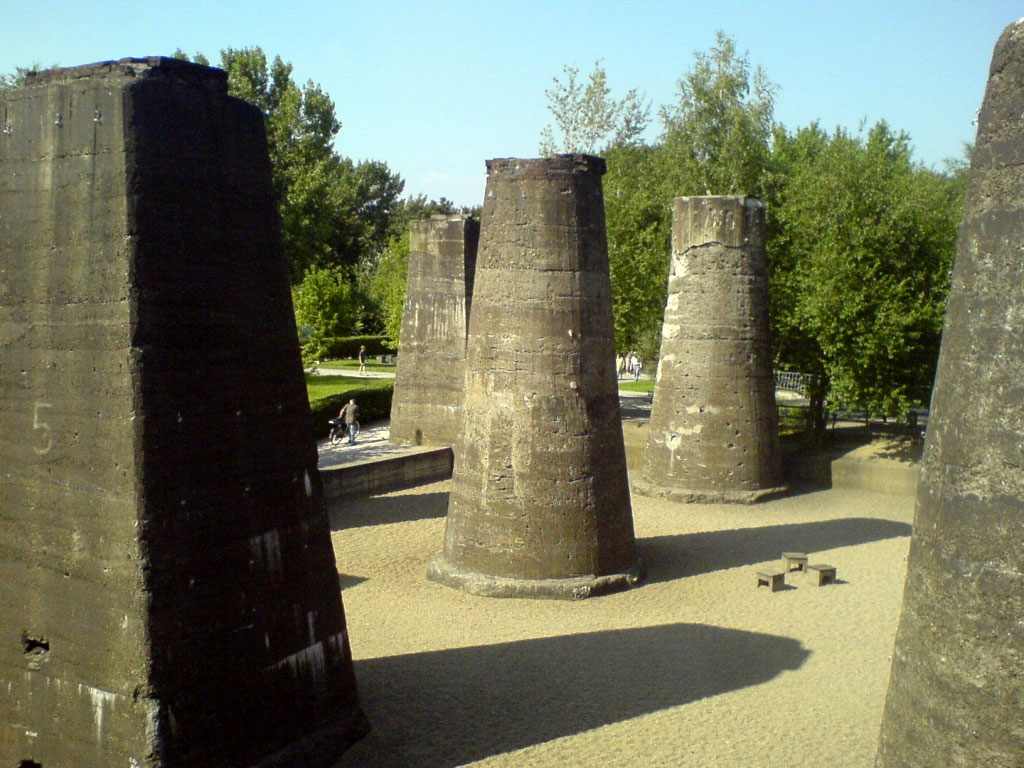
Jardin d'escalade dans les bunkers à minerai.

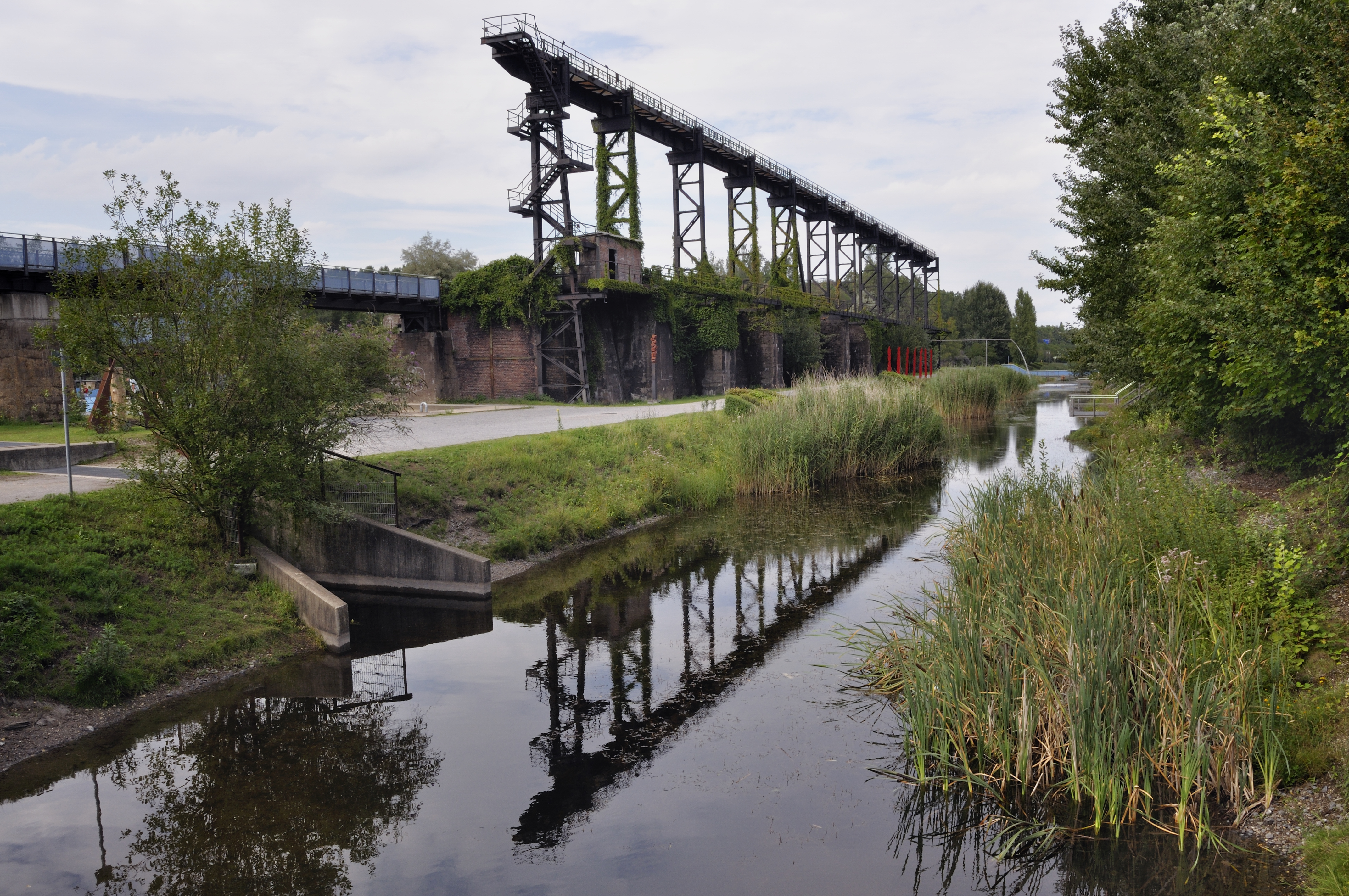
Promenade le long de l', qui traverse le parc paysager.

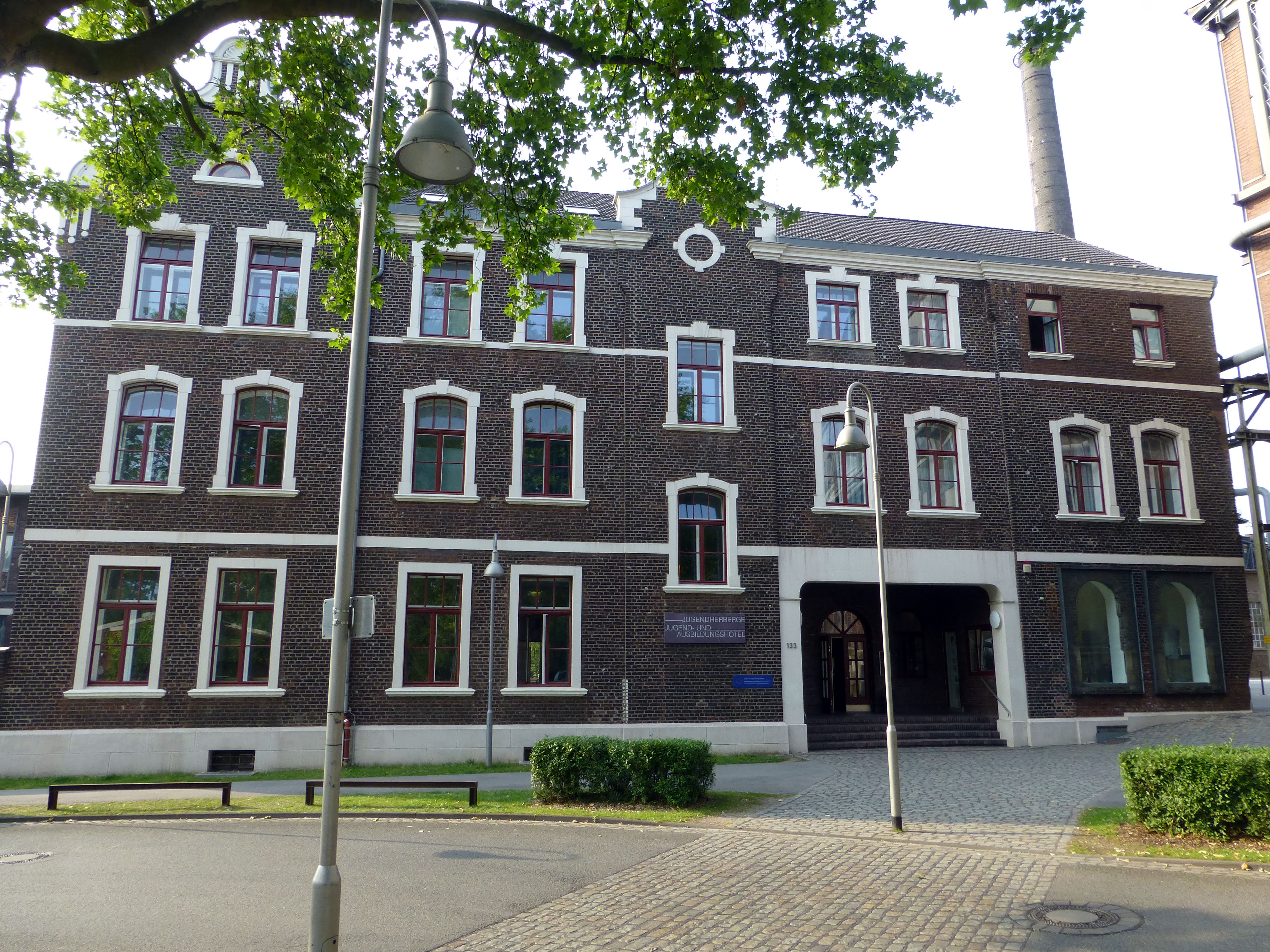
Anciens bureaux, aujourd'hui une auberge de jeunesse.

Le parc paysager Duisbourg Nord (en allemand : Landschaftspark Duisburg-Nord) est un parc paysager d'environ 180 hectares aménagé sur une friche industrielle dans l'arrondissement Meiderich-Beeck à Duisburg en Rhénanie-du-Nord―Westphalie (Allemagne).
Le parc est créé dans le cadre de l'exposition internationale Emscher Park. Localisé sur le site d'une ancienne sidérurgie, le parc paysager est l'un des points d'ancrage de la Route européenne de la culture industrielle et de la Route de la culture industrielle (de) de la Ruhr. Le quotidien britannique The Guardian classe le parc parmi les dix meilleurs parcs urbains du monde aux côtés du High Line (New York), des Buttes-Chaumont (Paris), de Hampstead Heath (Londres) et du Parc Güell (Barcelone).
En 2016, le parc accueille 1 019 391 visiteurs et plus de 800 événements.

## Histoire
La première usine est fondée en 1901 par la Rheinische Stahlwerke zu Meiderich bei Ruhrort en français : « Aciérie rhénane de Meiderich près de Ruhrort », plus tard une filiale du groupe Thyssen. Au total, cinq hauts fourneaux construits entre 1901 et 1973 produisent 37 millions de tonnes de fonte spéciale lorsqu'ils sont en opération. La fonte qu'ils produisent est destinée à un traitement ultérieur dans les aciéries de Thyssen.
Les hauts fourneaux numéro 3 et 4 sont respectivement démolis en 1968 et 1970. Les hauts fourneaux numéro 1 et 2 sont fermés en 1982, de sorte que seul le haut fourneau 5, construit en 1973, demeure en service au moment de la fermeture de l'usine. En 1985, en raison de surcapacités sur le marché européen de l'acier, Thyssen délocalise la production d'acier vers les usines plus modernes de Bruckhausen et de Schwelgern, près du Rhin.
Dans les années qui suivent, l'ancien site industriel entre Hamborn et Meiderich avec tous les bâtiments et les trois hauts fourneaux restants sont intégrés au projet d'exposition internationale de construction «Emscher Park» et pour un concours international d'architecture, remporté par les architectes paysagistes Peter Latz + Partner. Le groupe d'intérêt Nordpark Duisburg soutient également les plans de mise en œuvre dès 1988.
De 1990 à 1999, les halls, les bâtiments et l'espace extérieur sont transformés selon les plans des architectes. Dans les cercles professionnels, le projet est considéré comme l'une des œuvres d'architecture paysagère les plus importantes du tournant du millénaire. En 1994, le parc est ouvert au public. Il constitue désormais un point d'ancrage sur la Route de la culture industrielle et est intégrée dans la Route européenne de la culture industrielle.
Le parc paysager de Duisburg Nord se voit décerner les récompenses suivantes pour la qualité de sa planification et de sa réalisation : 
- Green Good Design Award en 2009;
- EDRA Places Award (en) en 2005;
- Play & Leisure Award 2004;
- Grande Médaille d'Urbanisme 2001;
- 1er prix européen d'architecture de paysage Rosa Barba 2000[3].

## Aménagement
L'idée de base de la conception de Latz était d'élaborer à partir du genius loci et de créer un contraste entre celui-ci et un nouvel usage : les bâtiments industriels devraient être préservés, utilisés pour le parc et rapprochés des gens. Les structures, qui ont été interprétées comme des systèmes indépendants, ne devraient pas être remodelées, mais plutôt connectées visuellement, fonctionnellement ou idéalement via des jardins, des terrasses, des escaliers, des points de repère ou des panneaux. Dans la mesure du possible, les matériaux de construction ont été récupérés et réutilisés sur place.

## Biodiversité
À travers les vestiges de la sidérurgie, une flore et une faune extrêmement riches en espèces se sont développées. Cette flore et faune, qui se sont développées sur d'anciennes zones industrielles et commerciales, sont appelées « nature industrielle » dans la région de la Ruhr. Les substrats artificiels et technogéniques des jachères sont pour la plupart pauvres en éléments nutritifs et ont une faible capacité de stockage de l'eau. Ces emplacements sont des habitats idéaux pour les espèces animales et végétales qui aiment la chaleur. Selon le développement de la zone, différents stades de végétation peuvent être trouvés dans le parc : de la végétation pauvre sur le sol brut, de la végétation pionnière en passant par les stades de la friche arbustive jusqu'à la friche arborescente.
Installée dans le bâtiment de l'ancien point d'échantillonnage depuis 2005, la station biologique de la région de la Ruhr occidentale assure le suivi des populations florales et fauniques de la nature industrielle. En coopération avec l'administration du parc, la station biologique s'occupe aussi de la supervision scientifique de l'entretien, ainsi que la mise en œuvre d'événements d'éducation à l'environnement pour les écoles, en plus d'excursions guidées destinées aux experts.

## Installations et activités
Depuis l'inauguration en 1994, les visiteurs, les randonneurs, les cyclistes, les clubs sportifs, les organisateurs et les groupes d'intérêt ont pu bénéficier du parc et de ses installations. Le développement est supervisé par l'entreprise Duisburg Marketing GmbH, une société appartenant à la Ville de Duisburg.
Un centre d'entraînement de plongée sous-marine est aménagé dans l'ancien gazomètre de la mine Prinz Regent de Bochum. Le gazomètre sert aux plongeurs amateurs, ainsi qu'aux services de police et d'incendie raison de la diversité de son paysage sous-marin. Un jardin d'escalade est aménagé par le Club alpin allemand dans une partie du complexe de bunkers à minerai. Il compte 400 voies du niveau de difficulté II à IX et une via ferrata avec des niveaux de difficulté A à E. Dans la salle de coulée du haut fourneau numéro 2, on trouve un parcours acrobatique en hauteur.
Des escaliers permettent de grimper sur l'ancien haut fourneau numéro 5, à une hauteur d'environ 70 m au dessus du sol. Une plate-forme panoramique est aménagée, permettant de contempler Duisbourg et d'apercevoir la tour de télévision de Düsseldorf par beau temps. L'ancienne centrale électrique, la salle de coulée et le complexe de salles de soufflerie ont été convertis en lieux d'événements multifonctionnels. La salle de coulée accueille un cinéma en plein air, le complexe de soufflerie a été converti en théâtre de 500 places,.
Les installations industrielles sont mises en scène tous les jours à la tombée de la nuit jusqu'à 1 h avec un éclairage coloré par Jonathan Park (de). Des visites guidées pour enfants et adultes sont proposées de jour comme de nuit. Un service de location de vélos est rattaché au centre d'accueil; d'autres stations de vélo se trouvent le long de la route de la culture industrielle. Le centre d'accueil propose également plus d'informations sur l'itinéraire de la culture industrielle ainsi que des livres, des cartes postales et des souvenirs sur le thème de la Ruhr. On y trouve aussi une exposition permanente sur l'histoire de la sidérurgie.
En plus des trois cheminées, un autre point de repère du parc paysager est l'éolienne. Elle actionne une pompe à eau pour transporter l'eau de l'Alte Emscher (de) arrosant les jardins du bunker.

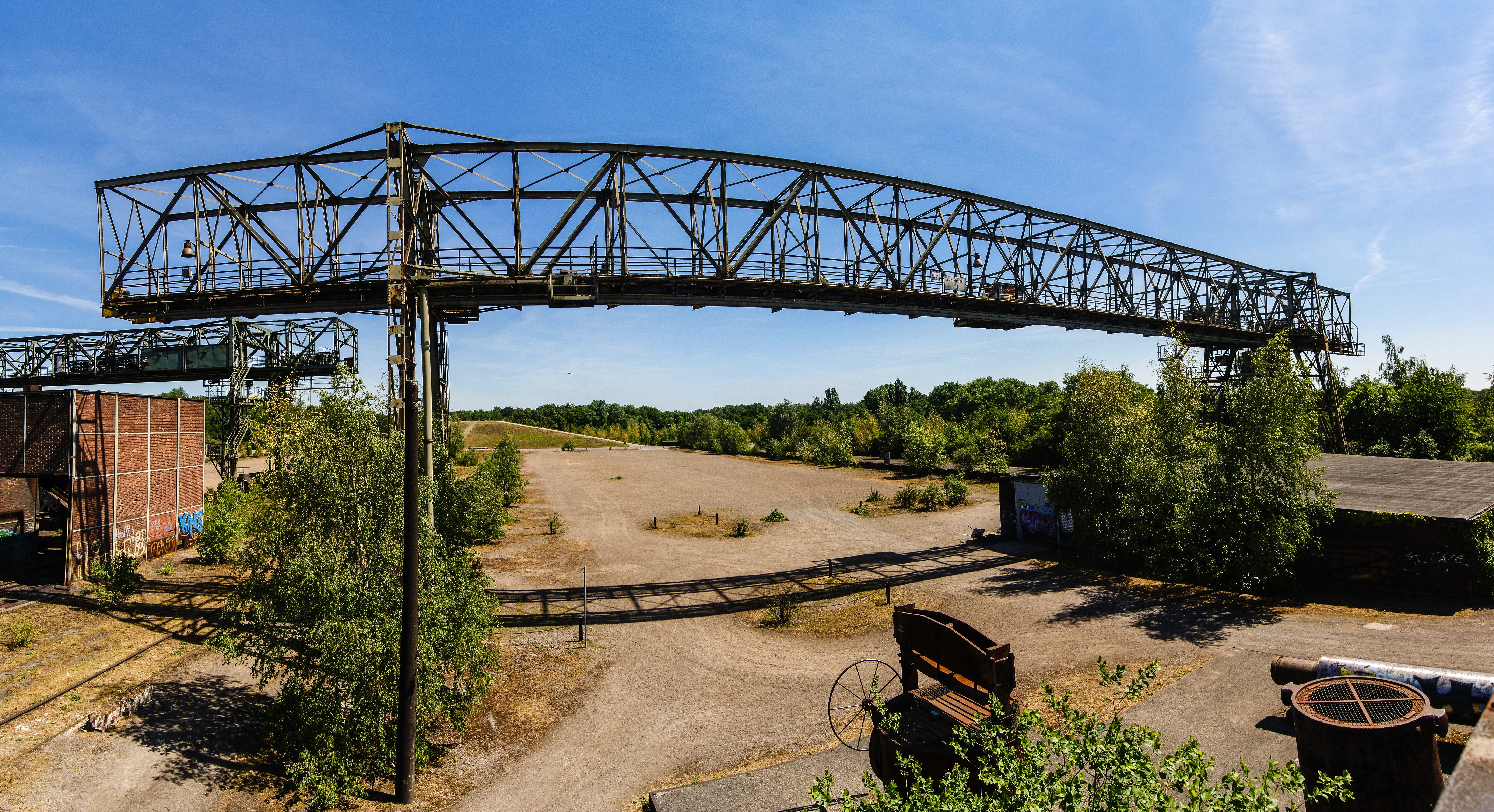
Grue sur la zone extérieure du parc paysager.
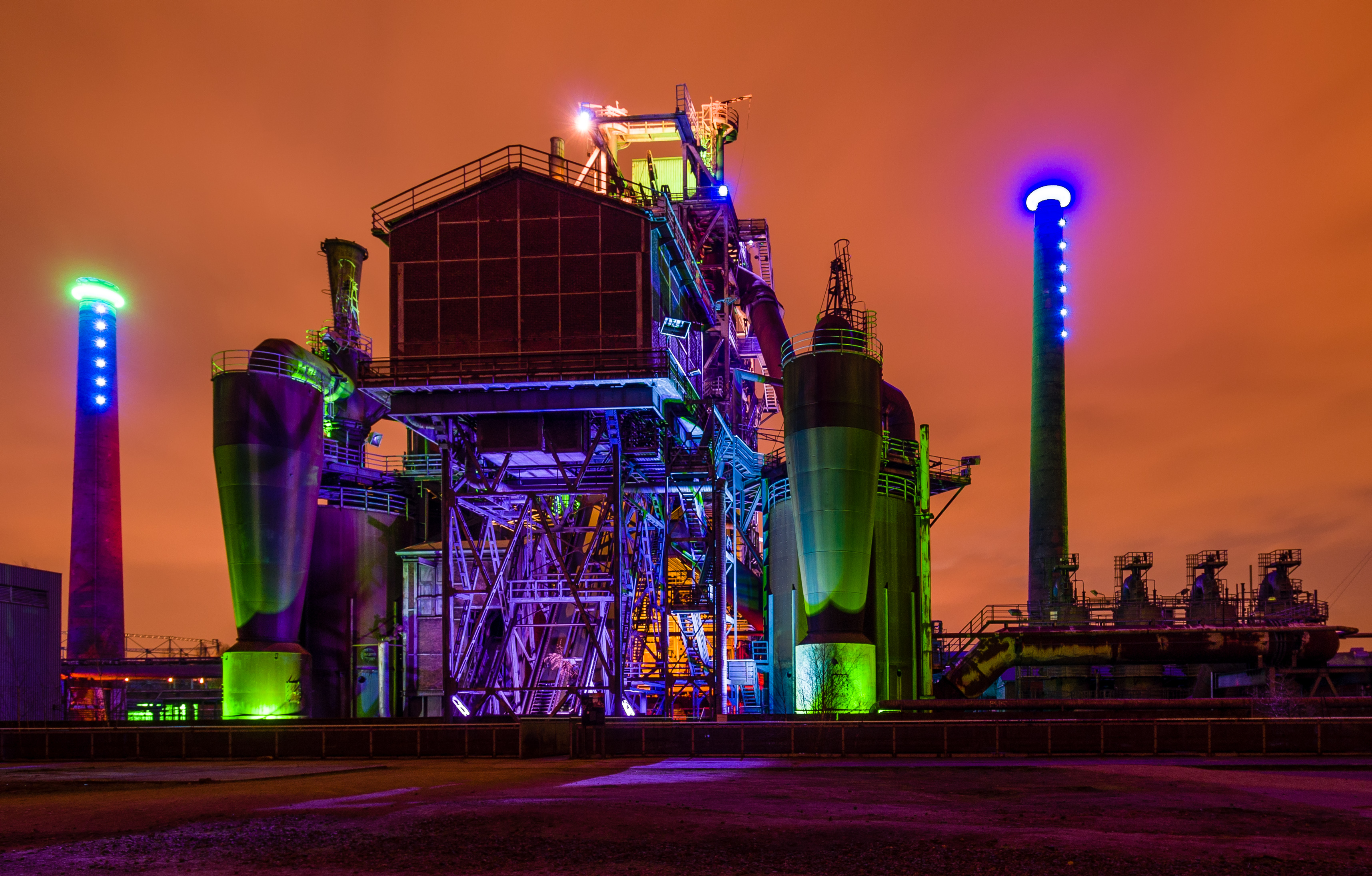
Illumination du haut fourneau n° 5.
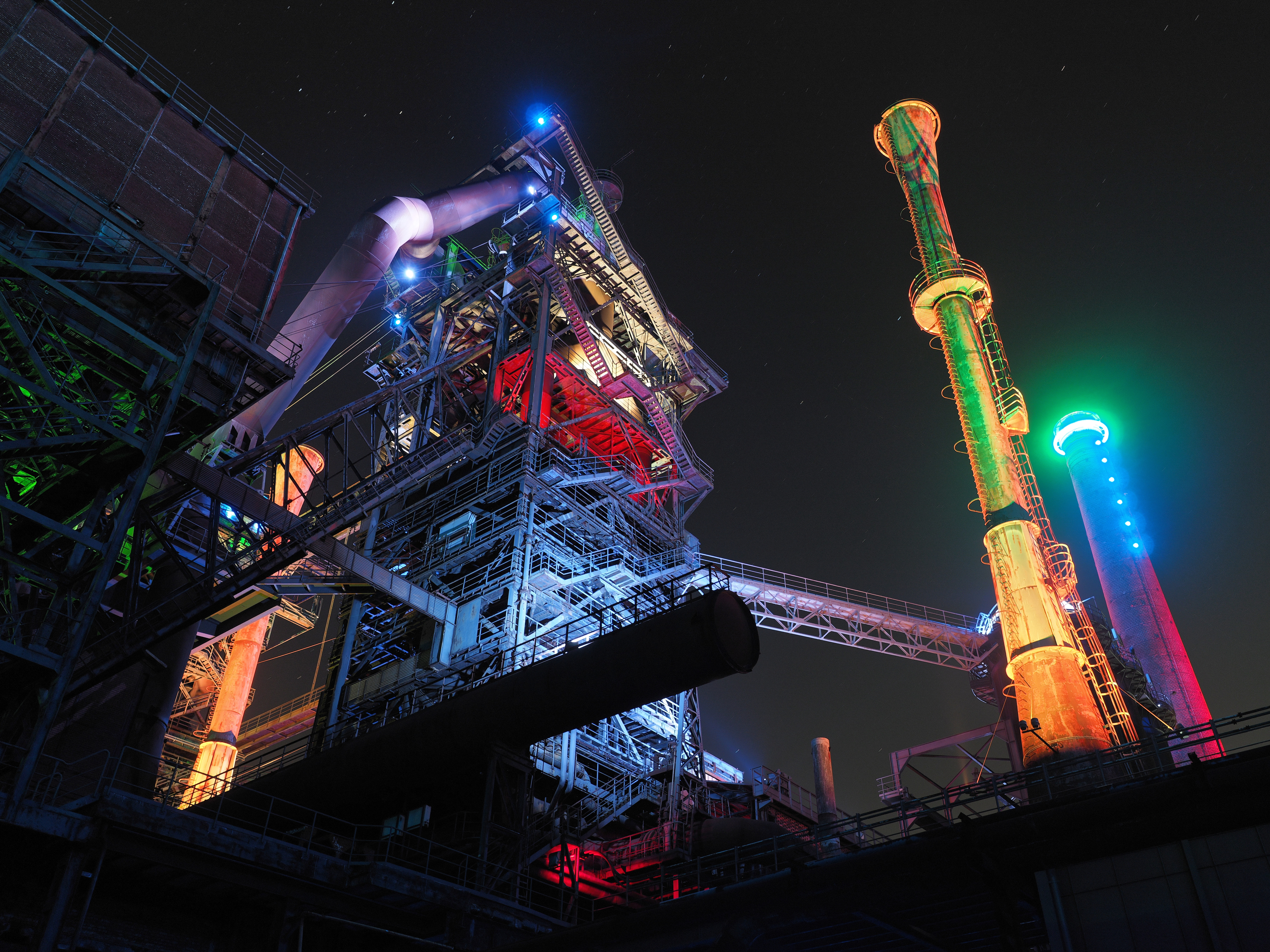
Jeux de lumière sur le haut fourneau n° 2.